# دکتر استرنج در چندجهانی دیوانگی
دکتر استرنج در چندجهانیِ دیوانگی (انگلیسی: Doctor Strange in the Multiverse of Madness) فیلم ابرقهرمانی آمریکایی محصول ۲۰۲۲ با حضور شخصیت دکتر استرنج است که بر پایهٔ مارول کامیکس ساخته شده است. این فیلم که توسط مارول استودیوز ساخته و از طریق استودیو سینمایی والت دیزنی عرضه شده است، دنبالهٔ دکتر استرنج (۲۰۱۶) و بیست و هشتمین فیلم در دنیای سینمایی مارول محسوب می‌شود. کارگردانی این فیلم بر عهدهٔ سم ریمی است و فیلم‌نامهٔ آن را مایکل والدرون به نگارش درآورده است. بندیکت کامبربچ نقش استیون استرنج را ایفا می‌کند و الیزابت اولسن، چیویتل اجیوفور، بندیکت وانگ، سوچی گومز، مایکل استولبارگ و ریچل مک‌آدامز دیگر بازیگران فیلم هستند. در این فیلم استرنج به مولتی‌ورس سفر می‌کند تا از نوجوانی به‌نام آمریکا چاوز (گومز) که قادر به سفر در مولتی‌ورس است، در برابر واندا ماکسیموف (اولسن) محافظت کند.
اسکات دریکسون، کارگردان و نویسندهٔ دکتر استرنج از اکتبر ۲۰۱۶ برنامه‌هایی را برای ساخت دنباله‌ای از آن فیلم در نظر داشت. او در دسامبر ۲۰۱۸ برای بازگشت در مقام کارگردانی این فیلم قرارداد امضا کرد و بازگشت کامبربچ نیز در همان زمان تأیید شد. عنوان این فیلم در ژوئیهٔ ۲۰۱۹ در کنار حضور اولسن به‌عنوان بازیگر اعلام و جید هالی بارتلت برای نوشتن فیلم‌نامهٔ فیلم در اکتبر همان سال استخدام شد. دریکسون در ژانویهٔ ۲۰۲۰ به دلیل اختلافات دیدگاه از سِمَت کارگردانی این فیلم کنار رفت و ماه بعد والدرون و ریمی به پروژه ملحق شدند و کار را از نو شروع کردند. مراحل فیلم‌برداری در نوامبر ۲۰۲۰ در لندن آغاز شد اما در ژانویهٔ ۲۰۲۱ به دلیل دنیاگیری کووید-۱۹ متوقف شد. مراحل ساخت از مارس ۲۰۲۱ از سر گرفته شد و در اواسط آوریل در شهرستان سامرست به پایان رسید. همچنین مراحل فیلم‌برداری در ساری و لس آنجلس به طول انجامید.
دکتر استرنج در چند جهان جنون در ۲ مهٔ ۲۰۲۲ در سالن تئاتر دالبی واقع در هالیوود به نمایش درآمد و در ۶ مه به‌عنوان بخشی از فاز چهارم دنیای سینمایی مارول در سینماهای ایالات متحده اکران شد. این فیلم با بیش از ۹۵۵ میلیون دلار فروش در سراسر جهان، چهارمین فیلم پرفروش سال ۲۰۲۲ شد و نقدهای عموماً مثبتی را از طرف منتقدان دریافت کرد.

## داستان
با مرگ انشنت وان جادوگر اعظم مارول و اشتباهات دکتر استرنج مولتی ورس دچارآشفتگی شد. داستان از این قراربود استیون استرنج در مراسم عروسی نامزد سابقش کریستین پالمر شرکت حضور دارد که ناگهان یک اختاپوس میان بعدی به شهر حمله می‌کند و با استرنج روبرو می‌شود. درحالی‌که استرنج بر آن غلبه می‌کند، وانگ به مبارزه می‌پیوندد و در نهایت آن دو در حالی‌که دختری به نام آمریکا چاوز را نجات می‌دهند، این موجود را می‌کشند. چاوز توضیح می‌دهد که او توانایی سفر در جهان‌های چندگانه را دارد و موجودات دیگری از جمله واریانت دیگر استفان استرنج به دنبال قدرت او هستند که سعی کرد قدرتش را هنگامیکه از او در برابر اختاپوس محافظت می‌کرد بگیرد. چاوز استرنج و وانگ را به درون بدن شگفت انگیزش می‌برد و استرنج متوجه می‌شود که او از جادوگری استفاده می‌کند.
استرنج با واندا ماکسیموف که قبلاً توسط دارک‌هولد تصاحب شده و به اسکارلت جادوگر تبدیل شده‌است ملاقات می‌کند. پس از اینکه استرنج در مورد چاوز به ماکسیموف می‌گوید، مشخص می‌شود که او خود پشت حملات است و قصد دارد از قدرت چاوز استفاده کند تا در کنار فرزندانش بیلی و تامی باشد اما استرنج از دادن چاوز به ماکسیموف امتناع می‌کند و در نتیجه ماکسیموف به قمرتاج حمله می‌کند. در طول حمله، قدرت‌های چاوز فعال می‌شود و او و استرنج از طریق یک پورتال فرار می‌کنند و وانگ را پیش ماکسیموف رها می‌کنند.
استرنج و چاوز در نهایت به یک جهان جایگزین به نام "زمین-۸۳۸" می‌رسند، جایی که توسط موردو آن جهان دستگیر می‌شوند. استرنج با پالمر این جهان ملاقات می‌کند و زمین خود را به عنوان "زمین-۶۱۶" معرفی می‌کند. موردو استرنج را به پیش ایلومیناتی (پروفسور ایکس، آقای شگفت‌انگیز، بلک بولت، کاپیتان مارول، پگی کارتر) می‌برد. آن‌ها توضیح می‌دهند که چگونه استرنج-۸۳۸ پس از شکست دادن تانوس خود، خودخواه و بی پروا شده و باعث شد تا ایلومیناتی را او را بکشند و موردو ادعا می‌کند که استرنج-۶۱۶ نیز خطرناک است. ماکسیموف سرمی‌رسد و همهٔ ایلومیناتی‌ها به جز موردو را می‌کشد، اگرچه استرنج، چاوز و پالمر موفق به فرار می‌شوند. این سه نفر وارد فضای بین کیهان‌ها می‌شوند تا با پیدا کردن کتاب ویشانتی ماکسیموف را شکست دهند اما ماکسیموف به چاوز حمله می‌کند و چاوز پورتال دیگری را باز می‌کند که استرنج و پالمر وارد آن می‌شوند. ماکسیموف چاوز را گیر انداخته و طلسم روی او را آغاز می‌کند.
استرنج و پالمر وارد دنیای تقریباً نابود شده‌ای می‌شوند که در آن استرنج با استرنج دیگری ملاقات می‌کند. استرنج استرنج شرور این جهان را می‌کشد و کتاب دارک‌هولد او را به رؤیا می‌برد تا وارد بدن مرده استرنج مدافع در زمین-۶۱۶ شود و چاوز را نجات دهد. چاوز ماکسیموف را به دنیای دیگری می‌برد که در آنجا با فرزندانش ملاقات می‌کند که از آنچه او تبدیل شده وحشت زده شده‌اند و او از پشیمانی از اعمالش تصمیم می‌گیرد خود را بکشد و تمام کتاب‌های دارک‌هولد در جهان‌ها را نابود کند. استرنج، چاوز و آونگ در حالی که پالمر-۸۳۸ به خانه اش بازمی‌گردد به زمین-۶۱۶ بازمی‌گردند. چاوز تمرینات خود را در قمرتاج آغاز می‌کند. پس از آن، استرنج که به خاطر استفاده از دارک‌هولد صاحب چشم سوم شده با کلیا روبرو می‌شود که او را دعوت می‌کند تا از هجوم به بعد تاریکی جلوگیری کند.

## بازیگران

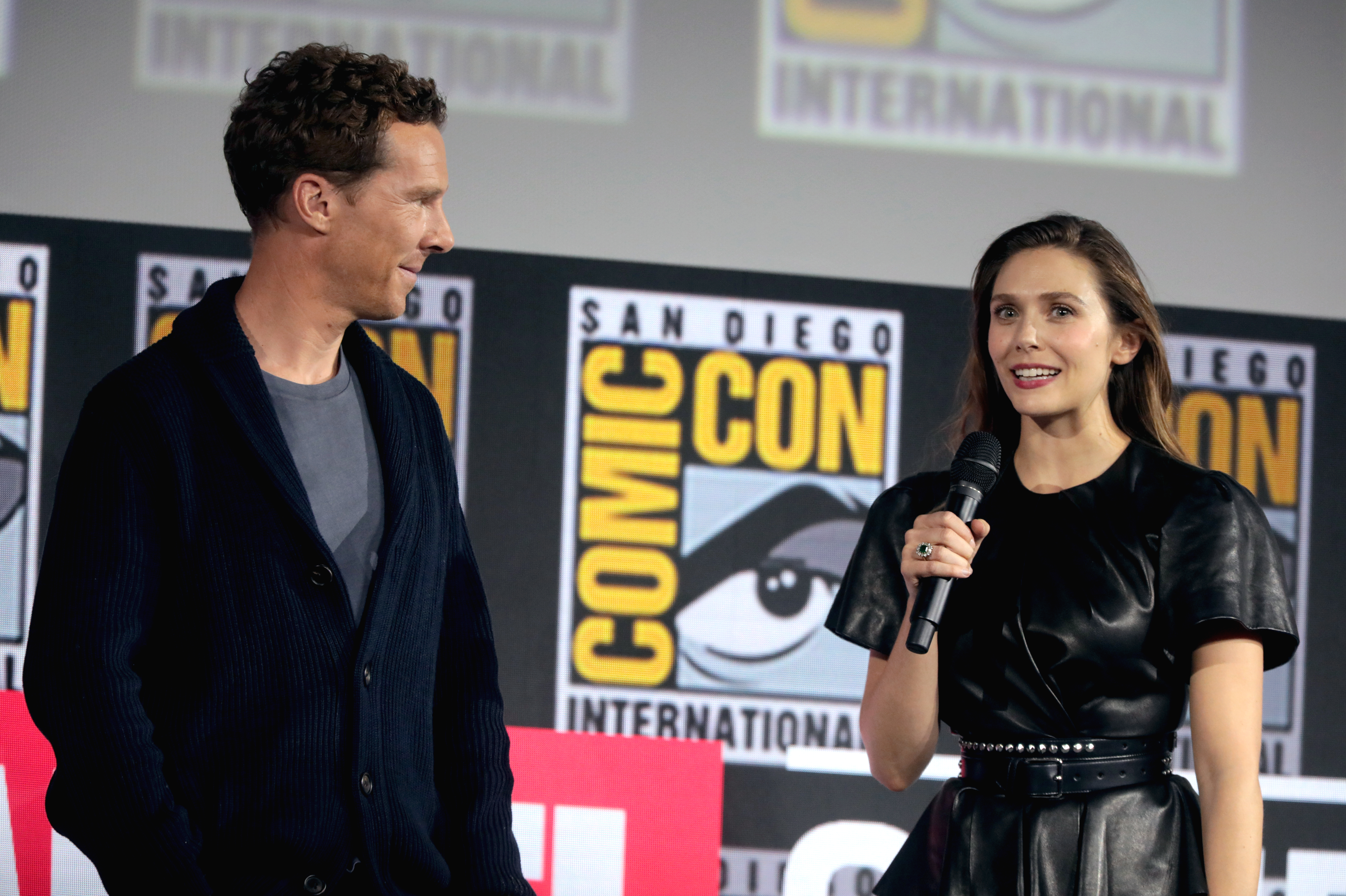
کامبربچ و اولسن در کامیک-کان سن دیگو ۲۰۱۹، جایی که فیلم را اعلام کردند.

- بندیکت کامبربچ در نقش دکتر استیون استرنج / جادوگر اعظم: یک جراح مغز و اعصاب که پس از یک سانحهٔ رانندگی، راهی سفری به قمرتاج برای بهبود خود شد و در این مکان عرفانی مورد تعلیم ریش سفید (اینشنت وان) که جادوگر اعظم بود قرار گرفت و پس از مرگ اینشنت وان به مقام جادوگر اعظم رسید و به شخصیت دکتر استرنج تبدیل شد.[۱۲] مایکل والدرون، نویسنده، گفت استرنج در فیلم «در اوج قدرتش» بود،[۱۳] و شخصیت به عنوان قهرمانی مثل ایندیانا جونز مقایسه کرد که «سرسخت است»، اما هوشی مثل سرآشپز آنتونی بوردین دارد.[۱۴] او استرنج را «قهرمان ماجراجویی بزرگی که دوست داری او را در حال جنگ ببینی» توصیف کرد.[۱۵] سم ریمی کارگردان فیلم توضیح داد که استرنج فیلم را با این اعتقاد شروع می‌کند که باید به تنهایی تمام تصمیمات را بگیرد، اما باید یاد بگیرد که «یک‌کمی چیزها را رها کند» و به دیگران اعتماد کند.[۱۶] کامبربچ همچنین سه نسخهٔ جایگزین این شخصیت را به تصویر می‌کشد:[۱۷][۱۸] نسخه‌ای که در ابتدای فیلم می‌میرد و لباسی الهام‌گرفته‌شده از سری کتاب‌های مصور مدافعان اثر مت فرکشن از ۲۰۱۱ را پوشیده‌است؛ جادوگر اعظم سابق زمین-۸۳۸ که ایلومیناتی را تأسیس کرد؛ و نسخه‌ای که توسط دارک‌هولد[الف] فاسد شده‌است.[۲۰]
- الیزابت اولسن در نقش واندا ماکسیموف / اسکارلت ویچ: یکی از اعضای سابق انتقام‌جویان که می‌تواند جادو را مهار کند و هیپنوتیزم و دورجنبی و دورآگاهی کند و همچنین واقعیت را تغییر دهد.[۲۱][۲۲] این فیلم به «مالکیت ماکسیموف بر آنچه که او را منحصر به فرد می‌سازد و مسئولیت‌پذیری تجربهٔ زندگی‌اش» که در سریال وانداویژن (۲۰۲۱) آغاز شده بود، ادامه می‌دهد؛[۲۳] برای مثال می‌توان به استفاده از لهجهٔ سوکوویایی اشاره کرد که در برخی از فیلم‌های دنیای سینمایی مارول به لهجهٔ آمریکایی تبدیل شده بودند.[۲۴] اولسن می‌خواست اطمینان حاصل کند که نقش ماکسیموف در این فیلم به رویدادهای سری احترام می‌گذارد و تغییراتی را در فیلم برای اطمینان از تکامل شخصیت به‌جای تکرار لحظاتی از وانداویژن درخواست داد.[۲۵] او احساس می‌کرد که نمایش فیلم، اعتماد به نفس جدیدی را برای شخصیت نشان می‌دهد که «قدرت‌بخش» است[۲۶] و گفت: «اشکال ندارد شخصیت‌هایی را بازی کنیم که مردم گاهی از آنها ناامید می‌شوند». اولسن همتای زمین ۸۳۸ این شخصیت را نیز به تصویر می‌کشد.[۲۷][۲۸][۲۹]
- چیوتل اجیوفور در نقش کارل موردو: جادوگر اعظم زمین-۸۳۸ و یکی از اعضای ایلومیناتی.[۳۰] او یک نسخهٔ جایگزین از موردو است که در فیلم اول ظاهر و به عنوان یک آنتاگونیست آینده معرفی شد. این نسخه در ادامه ظاهر نمی‌شود زیرا او با داستان مطابقت نداشت، والدرون توضیح داد که آنها بر روی نسخهٔ زمین-۸۳۸ شخصیت متمرکز شده بودند و احساس می‌کردند که «ترک نسخهٔ زمین-۶۱۶ برای یک روز دیگر هیجان‌انگیزتر است.»[۳۱]
- بندیکت وانگ در نقش وانگ: جادوگر اعظم زمین-۶۱۶ و مربی و دوست استرنج.[۳۲][۳۳] بازیگر از شنیدن اینکه شخصیت او جادوگر اعظم خواهد بود خوشحال بود و «شانه به شانه با دکتر استرنج» می‌ایستد،[۳۴] و به عنوان صدای منطق برای استرنج عمل می‌کند اما او با نادیده‌گرفتن توصیهٔ وانگ با عواقبی روبرو می‌شود.[۳۵] این بازیگر صحنه‌های اکشن بیشتری در این فیلم داشت و با تمرین با شانون هگارتی، بازیکن سابق لیگ راگبی، آماده شد.[۳۴]
- سوچی گومز در نقش آمریکا چاوز: نوجوانی که توانایی سفر بین ابعاد را دارد.[۳۶][۳۷][۳۸] او از جهان دیگری به نام یوتوپیان پارالِل (Utopian Parallel؛ آرمان‌شهر موازی) سرچشمه می‌گیرد.[۲۶][۳۷] گومز علی‌رغم بازی در نسخه‌ای جوان‌تر از شخصیت که در کمیک‌ها دیده می‌شود،[۳۷] علاقه داشت تا به منبع اصلی وفادار بماند و گفت سفر او در فیلم با تنها ماندن شخصیت برای مدت طولانی و فرار از منحصر به فرد بودن او آغاز می‌شود. چاوز باید تا پایان فیلم توانایی‌های خودش را بپذیرد و یاد بگیرد که به دیگران اعتماد کند.[۳۷][۳۶] مارول استودیوز مدت‌ها پیش از اینکه به چندجهانی دیوانگی بپردازد به دنبال فیلم مناسبی برای معرفی این شخصیت بود.[۳۶]
- مایکل استولبارگ در نقش نیکودیموس وست: جراح و همکار سابق استرنج.[۳۹] استولبارگ قرار بود همتای زمین-۸۳۸ خود را نیز به تصویر بکشد، اما تنها توانست فقط یک صحنه (به عنوان نسخهٔ اصلی) را به دلیل درگیری‌های زمان‌بندی فیلمبرداری کند. نسخه زمین-۸۳۸ او برای ایلومیناتی کار می‌کرد و قرار بود قهرمان‌های داستان پس از کشته‌شدن او توسط ماکسیموف خارج از صفحه نمایش، سر او را پیدا کنند، چیزی شبیه به مرگ ری آرنولد (با بازی ساموئل ال جکسون) در پارک ژوراسیک (۱۹۹۳).[۳۱]
- ریچل مک آدامز در نقش کریستین پالمر: یک جراح اورژانس که همکار و معشوقهٔ استرنج بود.[۴۰] این فیلم تصمیم استرنج در پایان دکتر استرنج (۲۰۱۶) را بررسی می‌کند که از پناهگاه نیویورک محافظت کند و با پالمر نباشد؛ علیرغم اینکه هنوز نسبت به او احساساتی دارد و احتمالاً از این تصمیم پشیمان است،[۴۱] پالمر با شخص دیگری ازدواج می‌کند.[۲۹] مک‌آدامز همچنین نقش همتای شخصیت زمین-۸۳۸ را به تصویر می‌کشد که کارمند برای استرینج کار می‌کند.[۲۹] مک‌آدامز این نسخه از شخصیت را به عنوان یک «متخصص چندجانبه» توصیف کرد که به او اجازه می‌داد صحنه‌های اکشن بیشتری نسبت به فیلم اول داشته باشد.[۴۲][۴۳] او به دلیل فاسد شدن نسخه زمین-۸۳۸ از استرنج، گلهٔ بیشتری نسبت به نسخهٔ اصلی شخصیت دارد،[۴۲] اما خط داستانی او با زمین-۶۱۶ استرنج به حل داستان عشق او با نسخهٔ خودش از پالمر کمک می‌کند.[۴۴]
- اعضای ایلومیناتی زمین-۸۳۸:
  - پاتریک استوارت در نقش پروفسور چارلز «ایکس» اکساویر، که نسخهٔ متفاوتی از شخصیتی را که قبلاً در مردان ایکس از استودیو قرن بیستم بازی کرده بود، به تصویر می‌کشد.
  - هایلی اتول در نقش پگی کارتر / کاپیتان کارتر پس از صداپیشگی نسخهٔ دیگری در مجموعهٔ پویانمایی چه می‌شود اگر… ؟ (۲۰۲۱).
  - لاشانا لینچ در نقش ماریا رامبو / کاپیتان مارول، نسخهٔ جایگزین شخصیت او از کاپیتان مارول (۲۰۱۹).
  - انسون مونت در نقش بلک‌گار بولتاگون / بلک بولت، نسخهٔ جایگزین نقش او از مجموعه تلویزیونی فرا انسان‌ها (۲۰۱۷) مارول ای‌بی‌سی.
  - جان کرازینسکی در نقش رید ریچاردز / آقای شگفت‌انگیز، یکی از اعضای چهار شگفت‌انگیز.[۳۰]
- شارلیز ترون در نقش کلیا که در صحنه پس از تیتراژ معرفی شد و به عنوان جادوگری از بُعد تاریکی به زمین می‌آید تا از استرنج کمک بگیرد.[۴۵]

جولیان هیلیارد و جت کلاین نسخه‌های بیلی و تامی، پسران ماکسیموف از زمین-۸۳۸ در نقش‌های مربوط به آنها از وانداویژن، را به تصویر می‌کشند؛ توپو ورسنی‌ویرو نقش خود را از اولین فیلم در نقش حمیر، استاد هنرهای عرفانی، تکرار می‌کند. همچنین شیلا آتیم در نقش سارا، استاد هنرهای عرفانی در این فیلم حضور دارد. راس مارکواند صداپیشگی پهپادهای اولترون را که در زمین-۸۳۸ ظاهر می‌شوند را اجرا می‌کند. مارکوان قبلاً صداپیشگی نسخه متفاوتی از اولتران را در چه می‌شود اگر… ؟ انجام داده بود که جایگزین جیمز اسپیدر از انتقام‌جویان: عصر اولتران (۲۰۱۵) شد. اسکات اشپیگل و ریچی پالمر تهیه‌کنندگان فیلم، صداپیشگی ارواح ملعون (Souls of the Damned) را بر عهده دارد که وقتی جسد را در اختیار می‌گیرد به استرنج حمله می‌کند. بروس کمپبل، همکار مکرر ریمی، برای مدت کوتاهی در فیلم اصلی و در یک صحنه پس از تیتراژ به عنوان فروشنده یک غرفهٔ غذایی در زمین-۸۳۸ به نام پیتزا پاپا ظاهر می‌شود. مایکل والدرون، نویسندهٔ فیلم به عنوان کامئو در عروسی پالمر ظاهر می‌شود.

## انتشار

### تئاتری

#### در سراسر جهان
دکتر استرنج در چندجهانی دیوانگی اولین نمایش جهانی خود را در سالن تئاتر دالبی هالیوود در ۲ مهٔ ۲۰۲۲ برگزار کرد. این فیلم در بریتانیا در تاریخ ۵ مهٔ ۲۰۲۲ و در ایالات متحده در ۶ مه در قالب‌های۴دی‌اکس، ریل‌دی ۳بعدی، آی‌مکس، دالبی سینما، اسکرین‌اکس و سینی‌ورلد اکران شد. فیلم در ابتدا قرار بود در ۷ مهٔ ۲۰۲۱ منتشر شود، اما به دلیل دنیاگیری کووید-۱۹ به ۵ نوامبر همان سال و پس از زمان‌بندی مجدد مرد عنکبوتی: راهی به خانه نیست به ۲۵ مارس ۲۰۲۲ منتقل شد و سرانجام در اکتبر ۲۰۲۱، تاریخ فعلی آن مهٔ ۲۰۲۲ تأیید شد. این فیلم بخشی از فاز چهار دنیای سینمایی مارول است.

#### در کشورهای عربی
در آوریل ۲۰۲۲، هالیوود ریپورتر تأیید کرد که این فیلم در عربستان سعودی اکران نخواهد شد، زیرا آمریکا چاوز، یک شخصیت همجنس‌گرا در آن حضور دارد. نواف السبهان، ناظر کل طبقه‌بندی سینمای عربستان سعودی، گفت که این فیلم در این کشور توقیف نشده، اما فاش کرد که دیزنی مایل نیست به درخواست آن‌ها مبنی بر پاک کردن «تنها ۱۲ ثانیه» از صحنه‌ای که در آن چاوز به «دو مادرش» اشاره می‌کند، پاسخ دهد. این فیلم قرار بود در تاریخ ۵ مه در چندین کشور در خلیج فارس اکران شود، اما پیش‌فروش‌های بلیت‌های سینما از وب‌سایت‌های سینمایی در عربستان سعودی، کویت و قطر حذف شدند. بلیت‌ها هنوز در امارات متحده عربی موجود بود، که هالیوود ریپورتر اعلام کرد نشانه‌ای از این است که فیلم همچنان می‌تواند در آنجا اکران شود. شرکت آی‌مکس نیز تأیید کرد که این فیلم در مصر اکران نخواهد شد. بندیکت کامبربچ از تصمیم این کشورها برای اکران نکردن این فیلم ناامید شد و گفت: «ما از طریق این رژیم‌های سرکوبگر متوجه شدیم که بی‌تحملی آنها منحصراً افرادی را شامل می‌شود که نه تنها سزاوار حضور در این فیلم هستند، بلکه باید توسط جامعه مورد تجلیل قرار بگیرند و به آنها احساسی داده شود که آنها هم بخشی از این جامعه و فرهنگ هستند و نباید به خاطر تمایلات جنسی خود مجازات شوند. این واقعاً با تمام چیزهایی که به عنوان یک گونه تجربه کرده‌ایم، مغایرت دارد، چه رسد به اینکه در سطح جهانی به عنوان یک فرهنگ در کجا قرار داریم؛ اما صادقانه بگویم، این فقط دلایل بیشتری را ارائه می‌کند که چرا این یک توکنیسم نیست که اعضای ال‌جی‌بی‌تی‌کیو+ را به فیلم ملحق کنیم.»

#### در چین
ددلاین هالیوود در اواخر آوریل گزارش داد که بعید است این فیلم در چین اکران شود، زیرا تصاویری از اپک تایمز، روزنامه‌ای که مخالف حزب کمونیست چین است، در برخی از صحنه‌های فیلم دیده شد. تا آن زمان این فیلم برای بررسی به مقامات چینی ارسال شده بود. باب چاپک، مدیر عامل دیزنی، در اواسط ماه مه گفت که وضعیت پیچیده‌است، اما خاطرنشان کرد که این فیلم پیش از این بدون اکران در چین موفق بوده‌است.

### رسانه خانگی
دکتر استرنج در چندجهانی دیوانگی در ۲۲ ژوئن ۲۰۲۲ از طریق دیزنی پلاس، با گزینه‌ای برای مشاهدهٔ نسخه تئاتری یا نسخهٔ پیشرفته آی‌مکس آن منتشر شد و برای انتشار در قالب‌های بلوری و دی‌وی‌دی برای ۲۶ ژوئیه برنامه‌ریزی شده‌است. رسانه‌های خانگی شامل تفسیر صوتی، صحنه‌های حذف‌شده، صحنه‌های خنده‌دار و ویژگی‌های مختلف پشت صحنه هستند.

## بازخورد
در وبگاه جمع‌آوری نقد راتن تومیتوز، ٪۷۴ از ۴۲۵ بررسی منتقدان مثبت است، و میانگینِ امتیاز آن ۶٫۵/۱۰ است. اجماع این وبگاه چنین می‌نویسد: «دکتر استرنج در چندجهانی دیوانگی زیر بار بی در و پیکر دنیای سینمایی مارول کار می‌کند، اما کارگردانی متمایز سم ریمی طلسم سرگرم‌کننده‌ای را ایجاد می‌کند.» این فیلم در متاکریتیک که از میانگین وزنی استفاده می‌کند، بر اساس نظر ۶۵ منتقدین امتیاز ۶۰ از ۱۰۰ را کسب کرده که نشان‌گر «نقدهای مختلط یا متوسط» است. تماشاگران شرکت‌کننده در نظرسنجی سینماسکور به فیلم نمره متوسط «B+» را در مقیاس «A+» تا «F» دادند، در حالی که پست‌تراک گزارش داد که ۸۲ درصد از مخاطبان به آن نمره مثبت داده‌اند و ۶۹ درصد گفته‌اند که قطعاً آن را توصیه می‌کنند.